# Anatar
Anatar è un film italiano del 2023 scritto e diretto da Lorenzo Dante Zanoni con lo pseudonimo di Alan Smithee, parodia del film Avatar (2009) di James Cameron.

## Trama
Un popolo spaziale di anatre umanoidi, gli Anatar, è alla ricerca di un nuovo pianeta da abitare dopo che il proprio, Anat, ha esaurito tutte le risorse. Il comandante Dark Feather scova il piccolo pianeta di Pandoro e vorrebbe attaccarlo per depredarlo. La principessa Avia, figlia dell'imperatore Quack, decide di assumere sembianze umane per salvare gli umani dalla distruzione.

## Produzione
Il film ha avuto una produzione travagliata, subendo vari tagli e sostanziali aggiunte (volute dal produttore Salvatore Scarico) che hanno portato a una totale modifica del finale originale, motivo per cui il regista e autore Lorenzo Dante Zanoni ha deciso di disconoscere il film, richiedendo di essere accreditato con lo pseudonimo Alan Smithee.

## Distribuzione
La distribuzione del film nelle sale italiane era inizialmente prevista per il 1º dicembre 2022, ma è stata posticipata al 19 gennaio 2023.

## Accoglienza

### Incassi
Ha incassato 254.000 euro ed è il 73º incasso dell’anno